# Masami Kimura
Masami Kimura (Japans: 木村政巳, Kimura Masami) (1953) is een Japanse componist en muziekpedagoog. 

## Levensloop
Kimura studeerde muziektheorie en compositie aan het Kunitachi College of Music in Tokio. Hij is werkzaam als muziekpedagoog en componist. Als componist won hij in 1976 The Music Competition of Japan en in 2006 de Tokyo Kosei Wind Orchestra Composition Competition met zijn werk La città invisibili. Hij is lid van de Japanese Federation of Composers (JFC). 

## Composities

### Werken voor orkest
- 2002: - Green Leaves Minuet, voor strijkorkest
- 2007: - Tristitas Didonis, voor strijkorkest
- 2007: - Valse Sentimentale, voor strijkorkest

### Werken voor harmonieorkest
- 2006: - La città invisibili, voor harmonieorkest
- 2008: - Hymnodia, voor harmonieorkest - gecomponeerd voor het symfonisch blaasorkest van de Hirosaki Universiteit

### Vocale muziek

#### Werken voor koor
- 2001: - Requiem
- 2004: - Stabat Mater, voor gemengd koor
- 2005: - Ave Maria, voor vrouwenkoor en harp
- 2005: - Cantus arborum
- 2005: - Tria canticula sacra, voor gemengd koor a capella
- 2009: - Ambarvalia, voor mezzosopraan, vrouwenkoor, dwarsfluit, hobo, klarinet, fagot, contrabas, harp en 3 slagwerkers

#### Liederen
- 2006: - Nolite flere, voor tenor, cello en piano

### Kamermuziek
- 2005: - Cantus Arborum II, voor dwarsfluit, klarinet en piano
- 2005: - Variations on a Hungarian Theme, voor vioolensemble en piano
- 2006: - Vesperi autumnalis, voor viool, altviool, cello en piano
- 2010: - Cantus Borealis, voor 3 trompetten, hoorn, 3 trombones en tuba
- 2010: - Strijkkwartet nr. 2

### Werken voor orgel
- - Victimae paschali

### Werken voor piano
- - Song of Izumi

### Werken voor traditionele Japanse instrumenten
- 2005: - In Memoriam Aeneas
- 2007: - Floralia, voor kotoensemble